# عائلة ترمب
ترمب (الإنجليزية الأمريكية: /ˈtrʌmp/؛ تُلفظ بالألمانية: [ˈtʁʊmp]؛ بالألمانية البلاتينية: ‎[ˈdrʊmpʰ]‏) هي عائلة ألمانية وألمانية–أمريكية نشأت في بالاتينات الانتخابية، الإمبراطورية الرومانية المقدسة، اليوم في ألمانيا الحديثة.بينما تم العثور على لقب ترمب في جميع أنحاء ألمانيا، فقد تم تسجيله بشكل مختلف مثل (بالإنجليزية: Drumb, Tromb, Tromp, Trum, Trumpff, and Dromb) في كالستات منذ القرن السابع عشر. لا يزال أفراد الأسرة يعيشون في المنطقة الواقعة جنوب غرب ألمانيا.
جاء أفراد الأسرة إلى الولايات المتحدة في القرن التاسع عشر، بمن فيهم يوهان هاينريش هاينز، نجل شارلوت لويزا ترمب، والد هنري جون هاينز، مؤسس شركة هاينز.

## الانتماءات الدينية
عائلة ترمب الأصلية في ألمانيا يتبعون اللوثرية من الكنيسة الإنجيلية في بالاتينات، على الرغم من أن هذه المنطقة كانت كالفينية بأغلبية ساحقة منذ فريدريك الثالث، قدم الناخب بالاتين الإيمان الإصلاحي في منتصف القرن السادس عشر القرن. يميل أفراد الفرع الأمريكي للعائلة، بدءًا من ماري آن ماكليود، إلى أن يتبعوا النظم المشيخي أو الإصلاحي الهولندي أو من أتباع الطوائف الإصلاحية الأخرى. ينتمي والدا دونالد ترمب إلى الكنيسة الإصلاحية في أمريكا، على الرغم من تأكيده في إحدى تجمعات الكنيسة المشيخية (الولايات المتحدة الأمريكية) بنفسه. مسألة الانتماء هذه، كما في حالة العديد من البروتستانت الأمريكيين، لا تلعب دورًا كبيرًا لأنه يحضر خدمات من كل من الطوائف وغيرها من الطوائف التي تشكل جزءًا من التقليد الإصلاحي، وفي بعض الأحيان حتى البعض الذي يشترك في الفروع البروتستانتية الأخرى (مثل الكنيسة الأسقفية (الولايات المتحدة)، الطائفة الأنجليكية).
في عام 2016، زار دونالد ترمب كنيسة بيثيسدا باي ذا سي، وهي كنيسة أسقفية، من أجل قداس عيد الميلاد. ميلانيا ترمب، مثل معظم السلوفينيين، هي من الروم الكاثوليك. تمارس إيفانكا ترمب اليهودية، بعد أن تحولت له بعد الزواج من جاريد كوشنر.